# Crook megye (Oregon)
Crook megye az Amerikai Egyesült Államokban, azon belül Oregon államban található. Megyeszékhelye és legnagyobb városa Prineville. Lakosainak száma 24 738 fő (2020. április 1.).

## Szomszédos megyék
- Jefferson megye (észak)
- Wheeler megye (észak)
- Grant megye (kelet)
- Harney megye (délkelet)
- Deschutes megye (délnyugat)

## Népesség
A megye népességének változása:
| Lakosok száma | 20 893 | 20 684 | 20 666 | 20 815 | 21 630 | 24 738 |
|               | 2010   | 2011   | 2012   | 2013   | 2015   | 2020   |